# Bosquerola rosada
La bosquerola rosada (Cardellina versicolor) és un ocell de la família dels parúlids (Parulidae).

## Hàbitat i distribució
Habita la selva pluvial, boscos subtropicals i vegetació secundària, a les muntanyes del sud de Mèxic, al centre i est de Chiapas i oest de Guatemala.